# Friedrich-Bödecker-Preis
Der Friedrich-Bödecker-Preis wird alle zwei Jahre vom Friedrich-Bödecker-Kreis für besondere Leistungen auf dem Gebiet der neueren deutschsprachigen Kinder- und Jugendliteratur vergeben. Der nach Friedrich Bödecker benannte Preis ist derzeit mit 2.000 Euro dotiert.

## Preisträger
- 1972 Boy Lornsen / Christine Nöstlinger
- 1974 Gerold Anrich[1] / Heinrich Pleticha
- 1976 Wolfgang Gabel
- 1978 Renate Welsh
- 1980 Achim Bröger / Gisela Kalow
- 1982 Klaus Doderer
- 1984 Josef Guggenmos
- 1986 Schülerexpress des ZDF
- 1988 Ingeborg Bayer
- 1990 Hans-Georg Noack
- 1992 Christa Spangenberg / Hans Frevert
- 1994 Arnulf Zitelmann (aberkannt 24. Januar 2024)[2]
- 1996 Herbert Günther
- 1998 Mirjam Pressler
- 2000 Benno Pludra
- 2002 Tilman Röhrig
- 2004 Hans-Joachim Gelberg
- 2006 Sigrid Zeevaert
- 2008 Manfred Schlüter
- 2010 Archiv für Kindertexte an der Martin-Luther-Universität Halle-Wittenberg
- 2012 Georg Bydlinski
- 2014 Anja Tuckermann
- 2016 Carolin Philipps / Patrick Addai
- 2018 Inge Meyer-Dietrich / Margret Steenfatt
- 2020 Ibrahima Ndiaye

## Notizen
1. ↑  für den Anrich Verlag in Kevelaer; zum Preis ein Gespräch von ihm mit Mirjam Pressler in: Autorenbegegnungen. 50 Jahre Leseförderung durch den Friedrich-Bödecker-Kreis. Hgg. Insa Bödecker, Herbert Somplatzki. Königshausen & Neumann, Würzburg 2004, S. 290–297
2. ↑  https://buchmarkt.de/aberkennung-des-friedrich-boedecker-preises-fuer-arnulf-zitelmann/